# Maria-Magdalenen-Kirche (Kiel-Elmschenhagen)

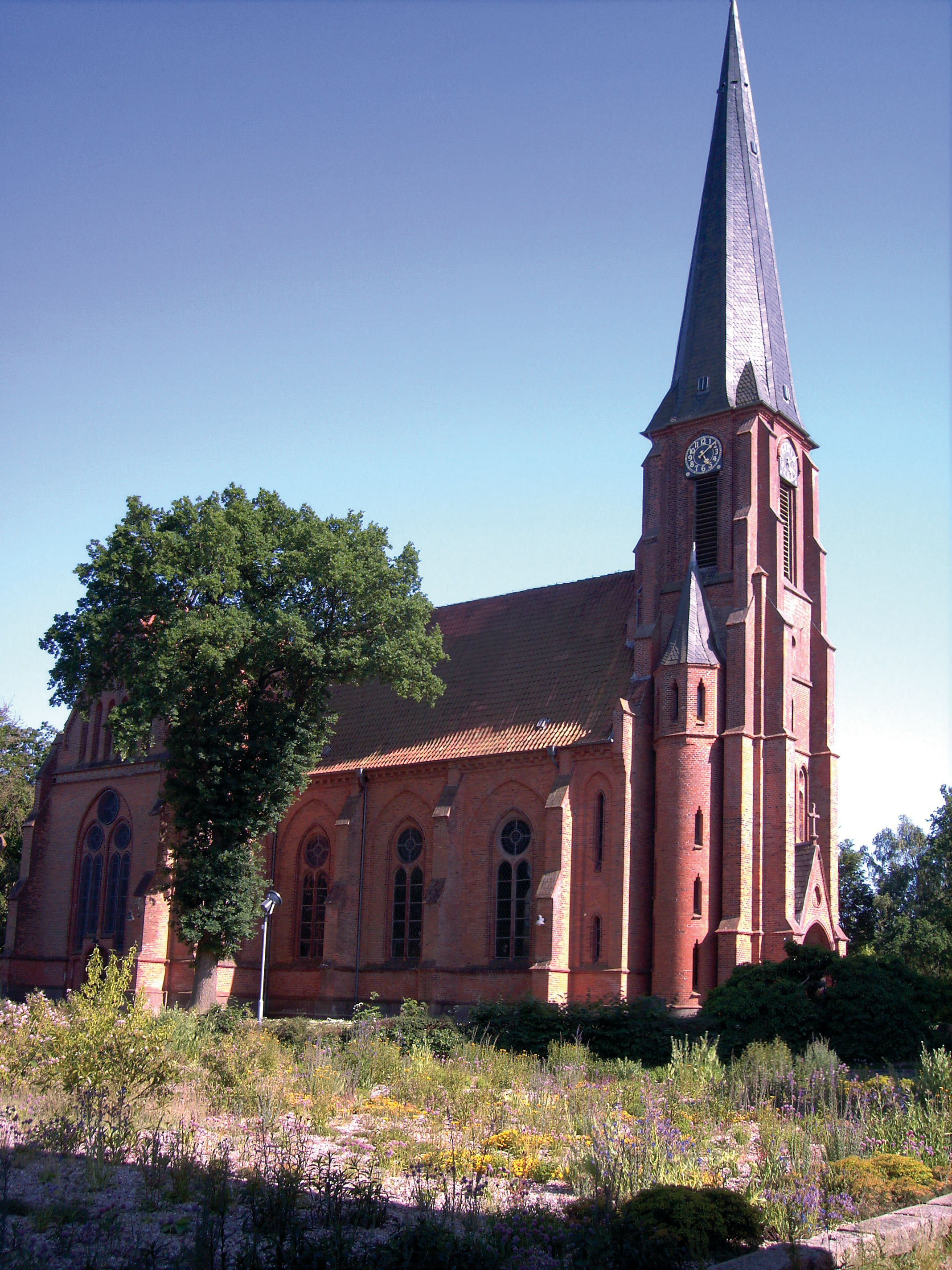
Maria-Magdalenen-Kirche Elmschenhagen

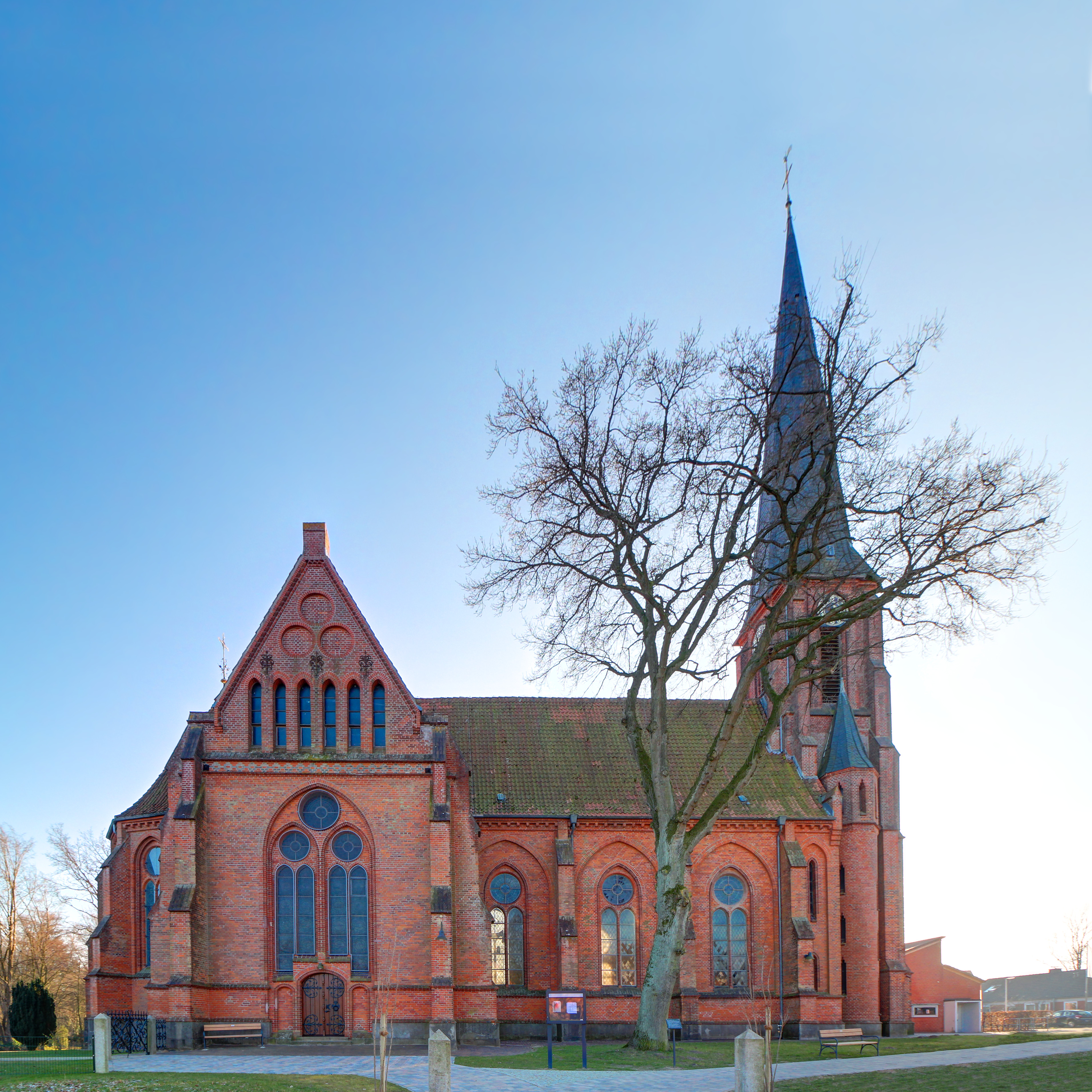
Nordseite der Maria-Magdalenen-Kirche

Die Maria-Magdalenen-Kirche ist eine neugotische Kirche in Kiel-Elmschenhagen, die 1865/66 einen mittelalterlichen Vorgängerbau ersetzte. Sie gehört zur evangelisch-lutherischen Trinitatisgemeinde.

## Geschichte
Das Patrozinium der Kirche, die heilige Maria Magdalena, steht im Zusammenhang mit der Schlacht bei Bornhöved, bei der am 22. Juli 1227 ein Koalitionsheer unter Adolf IV. von Schauenburg und Holstein den dänischen König Waldemar II. besiegte. Diese Schlacht fand am Tag der heiligen Maria Magdalena statt. Graf Adolf und seine Verbündeten gelobten im Falle des Sieges der Tagesheiligen Kirchen und Klöster zu errichten. Die Elmschenhagener Kirche gehörte somit eventuell zu den Holsteiner Kirchen, die in den Jahren nach der Schlacht errichtet wurden. Sie wurde jedoch erst hundert Jahre später, 1327, erstmals erwähnt. Es wird aber angenommen, dass die Saalkirche ohne Chor mit flacher Decke bereits im 13. Jahrhundert entstand. Diese mittelalterliche Kirche wird als „kleiner, ungefälliger Ziegelbau“ beschrieben. Der achteckige hölzerne Glockenturm stammte von 1648. Die Kirche unterstand bis 1811 dem Kloster Preetz, dessen Priörin und Propst auch den Pastor zur Wahl präsentierten. 1806 vermachte das Klosterfräulein Dorothea von der Wisch ein Legat zur Vergrößerung der Kirche.
Im 19. Jahrhundert wurde die Kirche durch Blitzschlag stark beschädigt. 1865 wurde der Entwurf des Kieler Stadtbaumeisters Gustav Ludolf Martens (1818–1872) für einen Neubau genehmigt. Die alte Kirche wurde abgerissen. Der Neubau wurde 1866 vollendet und am 19. Dezember wurde der Bau mit dem 56 Meter hohen Turm geweiht. Die Kirche in Elmschenhagen ist eines der ersten Gotteshäuser in Schleswig-Holstein, das im neugotischen Stil erbaut wurde. Die Baukosten betrugen 85.716 Mark, die zum Teil von dem 1806 vermachten Legat bezahlt wurden. Zwei Jahre nach der Einweihung erhielt die Kirche eine Orgel.

## Inventar
Das Inventar der mittelalterlichen Kirche, darunter ein gotischer Altar, ging beim Neubau 1865 verloren.
Die Ausstattung der neugotischen Kirche, vor allem der Altarraum mit dem neugotischen Altarretabel und den 1866 von den Kirchspieldörfern gestifteten bunten Glasfenstern und der Orgelprospekt, wurde im Zweiten Weltkrieg durch Fliegerbomben zerstört. Die neugotischen Kanzel blieb erhalten. 1949 bekam die Kirche eine gebrauchte Orgel, die 1970 durch ein neues Instrument ersetzt werden konnte, welches 1994 grundlegend saniert und umgebaut wurde. Der Altarraum zeigt in den Fensterbildern des Glaskünstlers Hans Gottfried von Stockhausen von 1982 biblische Geschichten.

## Glocken
Der Turm der Maria-Magdalenen-Kirche beherbergt zwei Glocken mit den Schlagtönen b' und d". Die große b'-Glocke wurde im Jahre 1949 gegossen und wiegt ca. 400 kg. Die kleinere d"-Glocke wurde 1948 gegossen und wiegt ca. 200 kg.

## Gemeinde
Das Kirchspiel Elmschenhagen wurde vermutlich aus dem in einigen Urkunden des Klosters Preetz aus der zweiten Hälfte des 13. Jahrhunderts erwähnten Kirchspiel Ellerbek ausgegliedert. Da die erste Erwähnung der Elmschenhagener Kirche 1327, mehrere Jahre nach der letzten Erwähnung der Ellerbeker Kirche, erfolgte, kann es sich auch um eine Verlegung des Kirchortes gehandelt haben.
Zum Kirchspiel Elmschenhagen gehörten außer Elmschenhagen und Ellerbek Gaarden, Klausdorf, Kroog, Wellingdorf, Neuwühren, Schlüsbek, Moorsee, Wellsee, Poppenbrügge, Kronsburg  und Rönne. Wegen des starken Bevölkerungswachstums ab Ende des 19. Jahrhunderts wurde 1882/83 die Johanneskirche in Gaarden und 1896 die Bugenhagenkirche in Ellerbek gebaut. 1904 wurden beide als eigenständige Kirchengemeinden ausgegliedert.

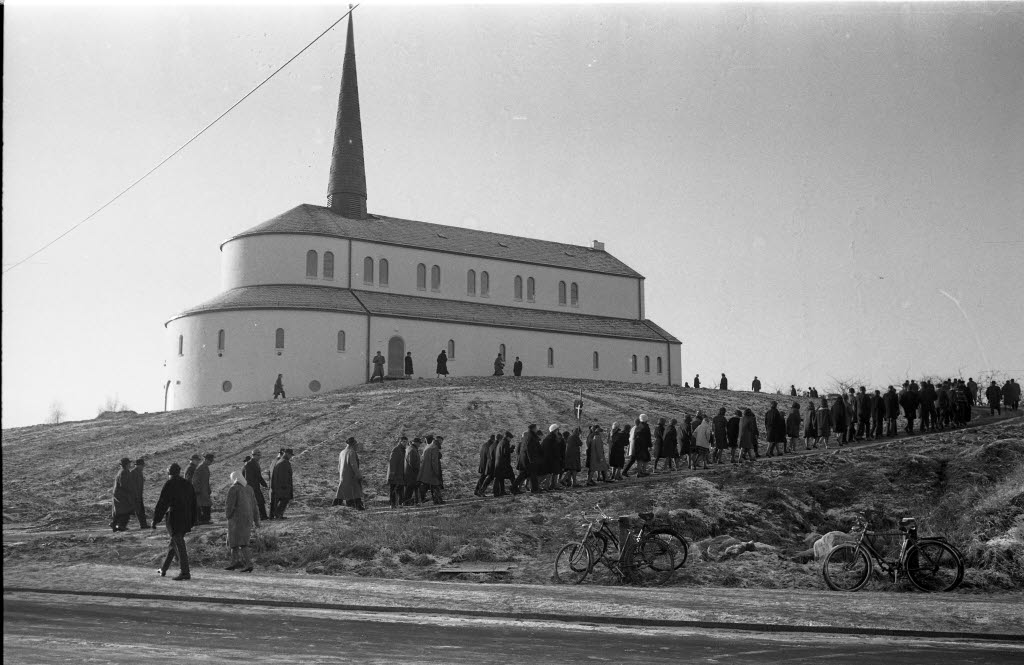
Einweihung der Stephanuskirche 1962

Nach dem Zweiten Weltkrieg wurden Kapellen für die vielen Menschen gebaut, die als Flüchtlinge im Gemeindegebiet zugezogen waren: 1950 in Poppenbrügge die Kreuzkapelle, 1951 in Kroog die Friedenskapelle und 1953 in Neuwühren die Kapelle "Zum ewigen Troste". Kroog wurde 1956 selbständig. Die Stephanuskirche wurde 1962 geweiht. Initiator des Baus und erster Pastor war Theodor Pinn. 1961 wurde die Kirchengemeinde Elmschenhagen erneut geteilt. Die Maria-Magdalenen-Kirche kam zu Elmschenhagen-Süd. Die Kirchengemeinde Elmschenhagen-Nord, die zunächst nur einen Gemeinderaum besaß, erhielt 1985 die Weinberg-Kirche, benannt nach einem alten Flurnamen. Klausdorf wurde 1965 aus Elmschenhagen-Nord ausgepfarrt.
2002 fusionierten die beiden Elmschenhagener Gemeinden Maria-Magdalenen und Weinberg mit der Krooger Stephanusgemeinde zur Trinitatisgemeinde, die die Kieler Stadtteile Elmschenhagen, Kroog, Wellsee und Rönne umfasst.